# 生物学的プロセス
生物学的プロセス（せいぶつがくてきプロセス、英: biological process）は、生物が生きるために不可欠で、環境と相互作用するための能力を形成するプロセス（過程）である。生物学的プロセスは、生命体の持続と変換に関わる多くの化学反応やその他の事象で構成されている。代謝や恒常性がその例である。構造や機能を完成させるために前駆体の受ける変化を総称してプロセシング（英: processing）という。
生物内の生物学的プロセスは、生物指標（英: bioindicator）としても機能する。科学者は、ある個体の生物学的プロセスを観察して、環境変化の影響を監視することができる。
生物学的プロセスの制御は、任意のプロセスがその頻度、速度、または範囲で調節される際に起こる。生物学的プロセスは、多くの手段によって制御されている。たとえば、遺伝子発現の制御、タンパク質の修飾、またはタンパク質や基質分子との相互作用があげられる。
- 恒常性（ホメオスタシス）: 一定の状態を維持するための内部環境の調節。たとえば、体温を下げるために発汗する。
- 組織化: 生命の基本単位である1つまたは複数の細胞で構造的に成り立っている。
- 代謝: 化学物質とエネルギーを細胞成分に変換し（同化作用）、有機物を分解して（異化作用）、エネルギー変換をすること。生物は、内部組織の維持（ホメオスタシス）や、その他の生命に関わる現象を生み出すためにエネルギー（英語版）を必要とする。
- 成長（英語版）: 異化作用より同化作用を高い速度で維持すること。成長する生物は、単に物質を蓄積するのではなく、すべての部分で大きさが増大する。
- 刺激（英語版）への反応: 外部の化学物質に対する単細胞生物の収縮から、多細胞生物のあらゆる点に関する複雑な反応まで、反応はさまざまな形をとることができる。たとえば、植物の葉が太陽の方を向いたり（光屈性）、細菌が栄養素に向かう走化性など、反応はしばしば運動によって表現される。
- 生殖: 単一の親生物から無性的に、または2つの親生物から有性的に、新しい個体の生物を作り出す能力。
- 生物間の相互作用（英語版）: 生物が、同種または異種の別の生物に観察可能な影響を与える過程。
- また、細胞分化、発酵、受精、発芽、屈性、雑種、変態、形態形成、光合成、蒸散など。